# 李国君
李国君（1966年3月21日—），中国女子排球运动员。她在1988年夏季奥林匹克运动会中，参加了女子排球比赛并获得铜牌。她也作為隊長参加了1992年夏季奥林匹克运动会。